# Левчик, Валентина Николаевна
Валенти́на Никола́евна Ле́вчик (укр. Валентина Миколаївна Левчик; 20 октября 1924, Сибереж, Черниговская губерния — не ранее 1984, Дмитровка, Черкасская область) — колхозница, доярка колхоза «Большевик» Золотоношского района Черкасской области. Герой Социалистического Труда (1958). Депутат Верховного Совета УССР 6—10 созывов.

## Биография
Родилась 20 октября 1924 года в селе Сибереж в крестьянской семье. Получила неполное среднее образование.
Во время Великой Отечественной войны была вывезена на работы в Германию. После возвращения в 1945 году на родину работала рядовой колхозницей и с 1953 года — дояркой в колхозе «Большевик» Золотоношского района.
В 1958 году удостоена звания Героя Социалистического Труда «за особые заслуги в развитии сельского хозяйства и достижение высоких показателей по производству зерна, сахарной свеклы, мяса, молока и других продуктов сельского хозяйства и внедрение в производство достижений науки и передового опыта».
В 1958 году вступила в КПСС. Избиралась депутатом Верховного Совета Украинской ССР 6—10 созывов.
Скончалась в селе Дмитровка Золотоношского района.

## Награды
- Медаль «Серп и Молот» (26 февраля 1958);
- Орден Ленина (26 февраля 1958);
- Заслуженный работник сельского хозяйства Украинской ССР (1974).